# Брейд-вымпел

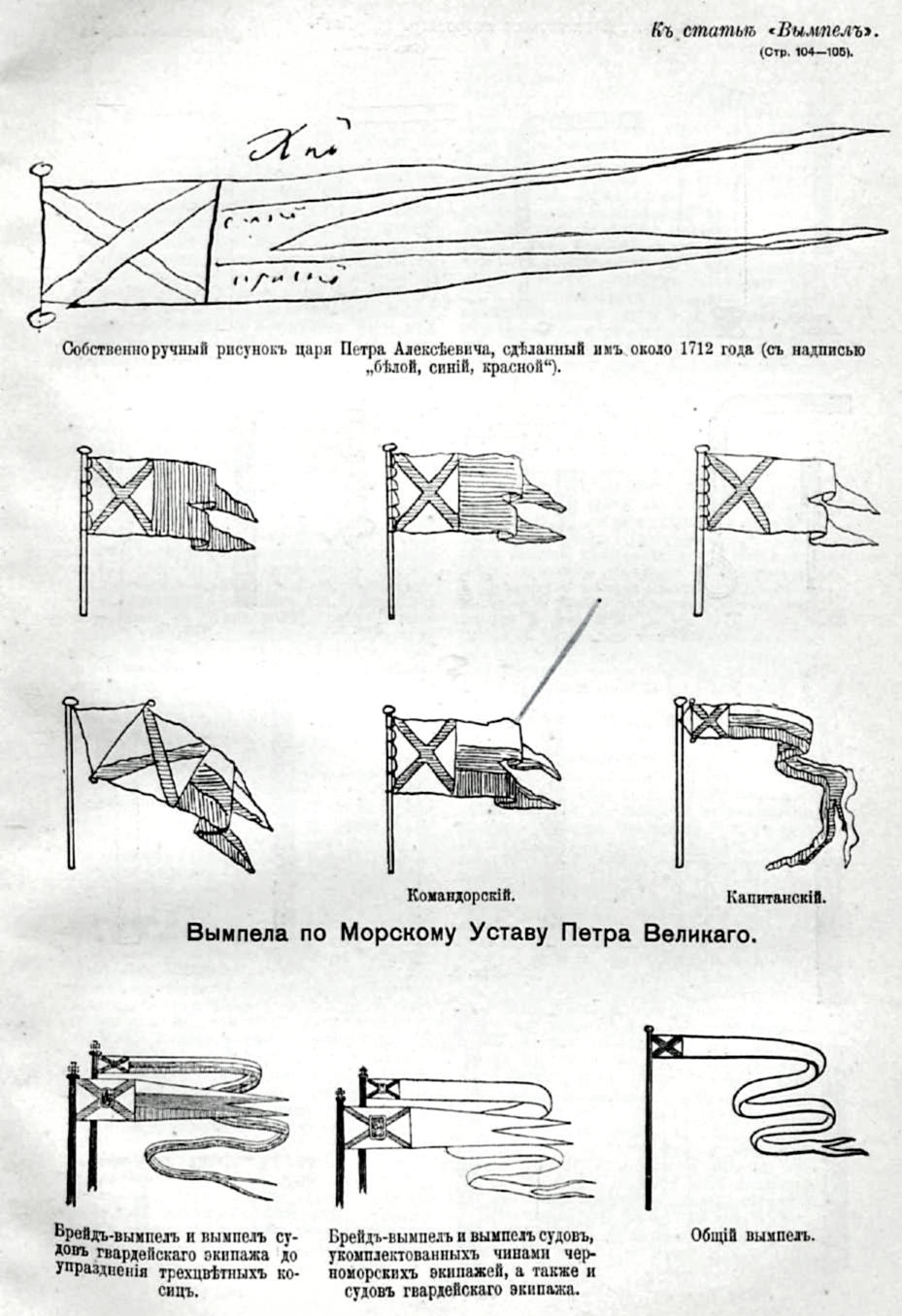
Рисунки из статьи «Вымпел»
(«Военная энциклопедия Сытина»), нижний ряд брейд-вымпелы.

Брейд-вымпел командира соединения ВМФ ВС Союза ССР.

Брейд-вымпел коммодора (Великобритания).

Брейд-вымпел (от нидерл. brede wimpel, широкий вымпел) — короткий и широкий вымпел с косицами, в отличие от обычного узкого вымпела. Поднимается на стеньге корабля для официального обозначения командира соединения (дивизиона, отряда) на борту.
Традиционно командующие эскадрами адмиралы имели адмиральские флаги соответственно рангу. Если же эскадрой командовал капитан, ему на время командования давался ранг коммодора, и вместо флага полагался брейд-вымпел. Со временем брейд-вымпел стали поднимать командиры дивизионов, бригад, и других соединений, даже если были в адмиральском звании. 
В Военно-Морском Флоте СССР, и позже в ВМФ России, остались только брейд-вымпелы командира дивизиона, соединения, отряда кораблей и старшего на рейде.

## Брейд-вымпелы Русском императорском флоте
Согласно ВЭС, в Русском императорском флоте брейд-вымпелы впервые начали использовать при императоре Павле I Петровиче. 
5 (17) июня 1819 года для кораблей, комплектовавшихся из матросов и офицеров Гвардейского экипажа, были утверждены Георгиевский флаг и Георгиевский брейд-вымпел.

Брейд-вымпел старшего на рейде

Брейд-вымпел известных лиц составлялся из штандарта или флага, присвоенного этим лицам, с прибавлением косиц: у Государыни Императрицы, государыни цесаревны, великих княгинь и великих княжон — синих, а у всех прочих — белых. 
Брейд-вымпел означал присутствие на корабле лица, коему он присвоен, причем показывал также, что вышеозначенное лицо «не желает получить салюта». Брейд-вымпел был присвоен Государю Императору, Государыне Императрице, всем членам императорской фамилии, генерал-адмиралам, управляющему морским министерством и главным командирам; но последние поднимали его только в пределах портов, состоящих в их ведении. 
Место брейд-вымпела на грот-брам-стеньге. Когда стеньговой флаг заменялся брейд-вымпелом, то салюта не производилось; но если, обратно, брейд-вымпел был заменён флагом, хотя бы младшим противу брейд-вымпела, то поднимаемому флагу производился положенный салют.
Штаб-офицер, командующий отдельным отрядом, носил летучий брейд-вымпел на рейке, состоящий из белого флага с синим Андреевским крестом и белыми косицами. Этот брейд-вымпел подлежал тем же правилам, что и адмиральские флаги, и поднимался тоже на грот-брам-стеньге. Ему полагался салют в 11 или 9 выстрелов. 
На шлюпках брейд-вымпел поднимался на носовом флагштоке. Брейд-вымпел начальника отряда, поднятый на крюйс-брам-стеньге, но без рейка, означал корабль старшего командира на рейде, когда нет флагмана. Он поднимался только тогда, когда корабль стоял на якоре. Этому брейд-вымпелу салюта не производили, и при нём обыкновенный вымпел оставался поднятым.